# Alejandro (fuzil de precisão)
O Alejandro é um fuzil de precisão de ação por ferrolho que foi projetado e fabricado em Cuba pela União das Indústrias Militares.
Recebeu esse nome em homenagem ao codinome usado por Fidel Castro na Sierra Maestra, que também era seu nome do meio.

## Projeto
O Alejandro é uma espingarda de precisão ferrolhado usado por todos os ramos das Forças Armadas Cubanas. Seu projeto teve início no final de 2001 e início de 2002, e dispara o cartucho 7,62×54mmR alimentado por um carregador interno com capacidade para 8 tiros.
Embora possa utilizar diversos tipos de lunetas, inclusive ocidentais, seu modelo padrão é a PSO-1 do SVD Dragunov.